# Liechtenstein op de Olympische Zomerspelen 1936
Liechtenstein debuteerde op de Olympische Zomerspelen tijdens de Olympische Zomerspelen 1936 in Berlijn, Duitsland. Tijdens de Spelen ontdekte Liechtenstein dat hun vlag identiek was aan de vlag van Haïti. Hierop werd in 1937 aan de vlag een kroon toegevoegd.

## Deelnemers en resultaten
(m) = mannen, (v) = vrouwen 

### Atletiek
| Olympiër     | Discipline | Resultaat | Prestatie    |
| ------------ | ---------- | --------- | ------------ |
| Xaver Frick  | 100m (m)   | series    | serie 9: 6de |
| Oskar Ospelt | 100m (m)   | series    | serie 6: 6de |
| Xaver Frick  | 200m (m)   | series    | serie 9: 6de |

### Schietsport
| Olympiër       | Discipline             | Resultaat | Prestatie  |
| -------------- | ---------------------- | --------- | ---------- |
| Augustin Hilti | 50m geweer liggend (m) | 44e       | 288 punten |
| Rudolf Jehle   | 50m geweer liggend (m) | 63e       | 280 punten |
| Rudolf Senti   | 50m geweer liggend (m) | 61e       | 281 punten |

### Wielersport
| Olympiër        | Discipline       | Resultaat | Prestatie      |
| --------------- | ---------------- | --------- | -------------- |
| Adolf Schreiber | wegwedstrijd (m) | DNF       | niet gefinisht |

Afghanistan · Argentinië · Australië · België · Bermuda · Bolivia · Brazilië · Brits-Indië · Bulgarije · Canada · Chili · Colombia · Costa Rica · Denemarken · Duitsland · Egypte · Estland · Filipijnen · Finland · Frankrijk · Griekenland · Groot-Brittannië · Hongarije · IJsland · Italië · Japan · Joegoslavië · Letland · Liechtenstein · Luxemburg · Malta · Mexico · Monaco · Nederland · Nieuw-Zeeland · Noorwegen · Oostenrijk · Peru · Polen · Portugal · Republiek China · Roemenië · Tsjecho-Slowakije · Turkije · Uruguay · Verenigde Staten · Zuid-Afrika · Zweden · Zwitserland